# Pâté à la crème
Le pâté à la crème est une spécialité pâtissière française de la région stéphanoise. Il s'agit d'un chausson sucré fourré de crème pâtissière. On retrouve également des pâtés à la crème aux poires ainsi qu'aux abricots.